# Перепельники
Перепе́льники — село в Україні, у Зборівській міській громаді Тернопільського району Тернопільської області. Розташоване на північному заході району. До 2016 - адміністративний центр сільської ради.
Населення — 423 осіб (2014).

## Історія
Поблизу села виявлено тілопальне поховання пшеворської культури. Крім урни до поховання входили залізний умбон, меч, наконечник списа.
Перша писемна згадка — 1442 рік, коли шляхтич Микола Горфинський передав села Перепельники та Ярославичі в Олеському повіті в заставу Фетку (або Хветку) Братковичу.
У податковому реєстрі 1515 року в селі документується відсутність священика (отже, уже тоді була церква) і 11 ланів (близько 275 га) оброблюваної землі.
Діяли «Просвіта», «Сільський господар» та інші товариства, кооператива.
У серпні 1916 року під час Першої світової війни всі жителі виселені, повернулися в зруйноване село навесні 1918 р. Біля села військами Німеччини та Австро-Угорщини було завдано контрудару російським вйськам під час П'ятої Галицької битви у 1917 р.
30 червня 1941 року село відзначилося масовими зібраннями з нагоди Акту проголошення Української Держави у Львові.
12 червня 2020 року, відповідно до розпорядження Кабінету Міністрів України № 724-р «Про визначення адміністративних центрів та затвердження територій територіальних громад Тернопільської області» увійшло до складу Зборівської міської громади.
19 липня 2020 року, в результаті адміністративно-територіальної реформи та ліквідації Зборівського району, село увійшло до складу Тернопільського району.

## Релігія
- Церква святих чудотворців і безсрібників Косми і Дам'яна (1854, перебудовано 1885, дерев'яна; 2005, кам'яна).

## Соціальна сфера
Працюють загальноосвітня школа І-ІІІ ступенів, клуб, бібліотека, геріатричний центр, аптека, млин.

## Пам'ятки
Насипано 2 символічні могили Борцям за волю України (1993).

## Галерея

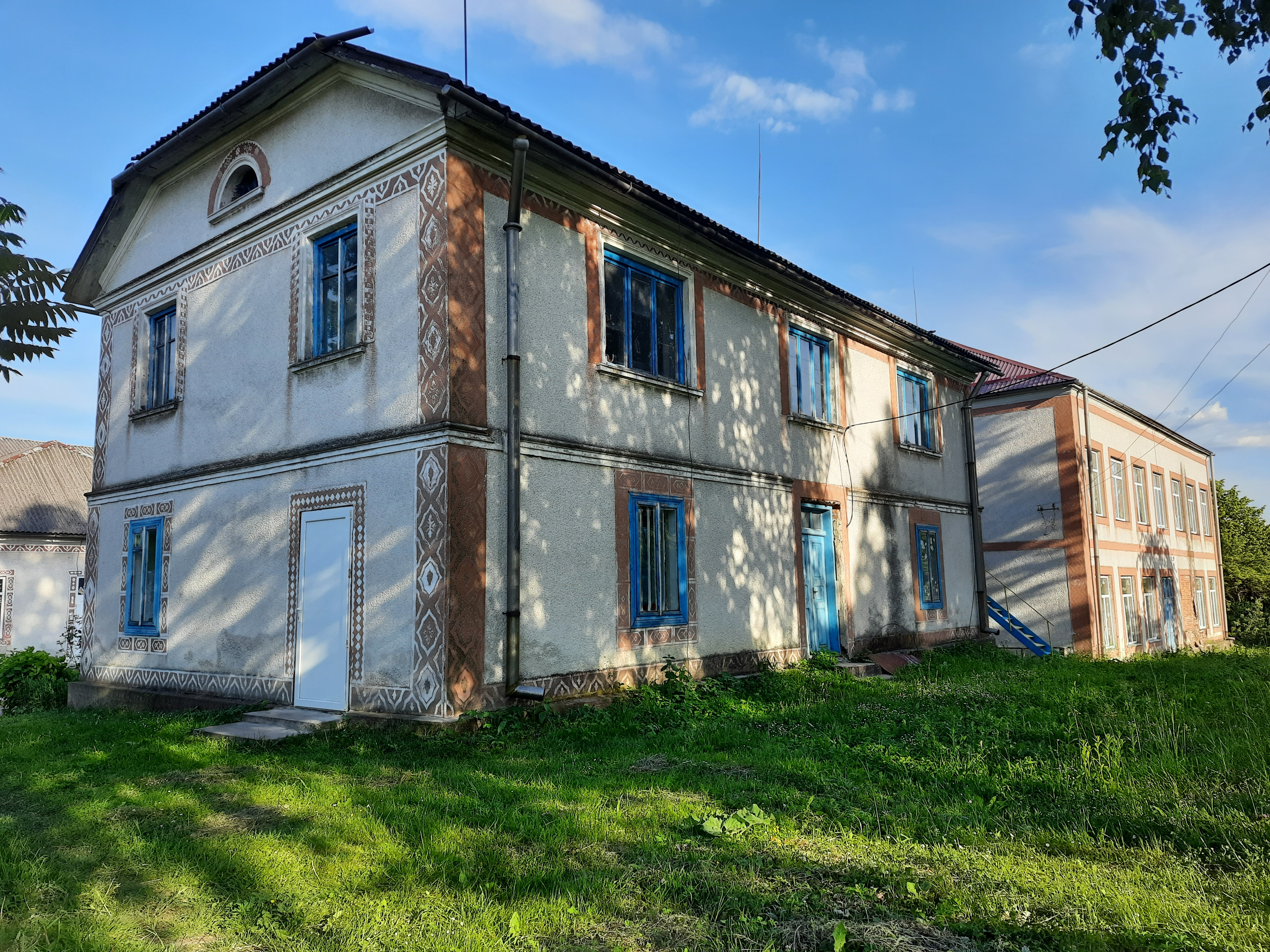
Школа
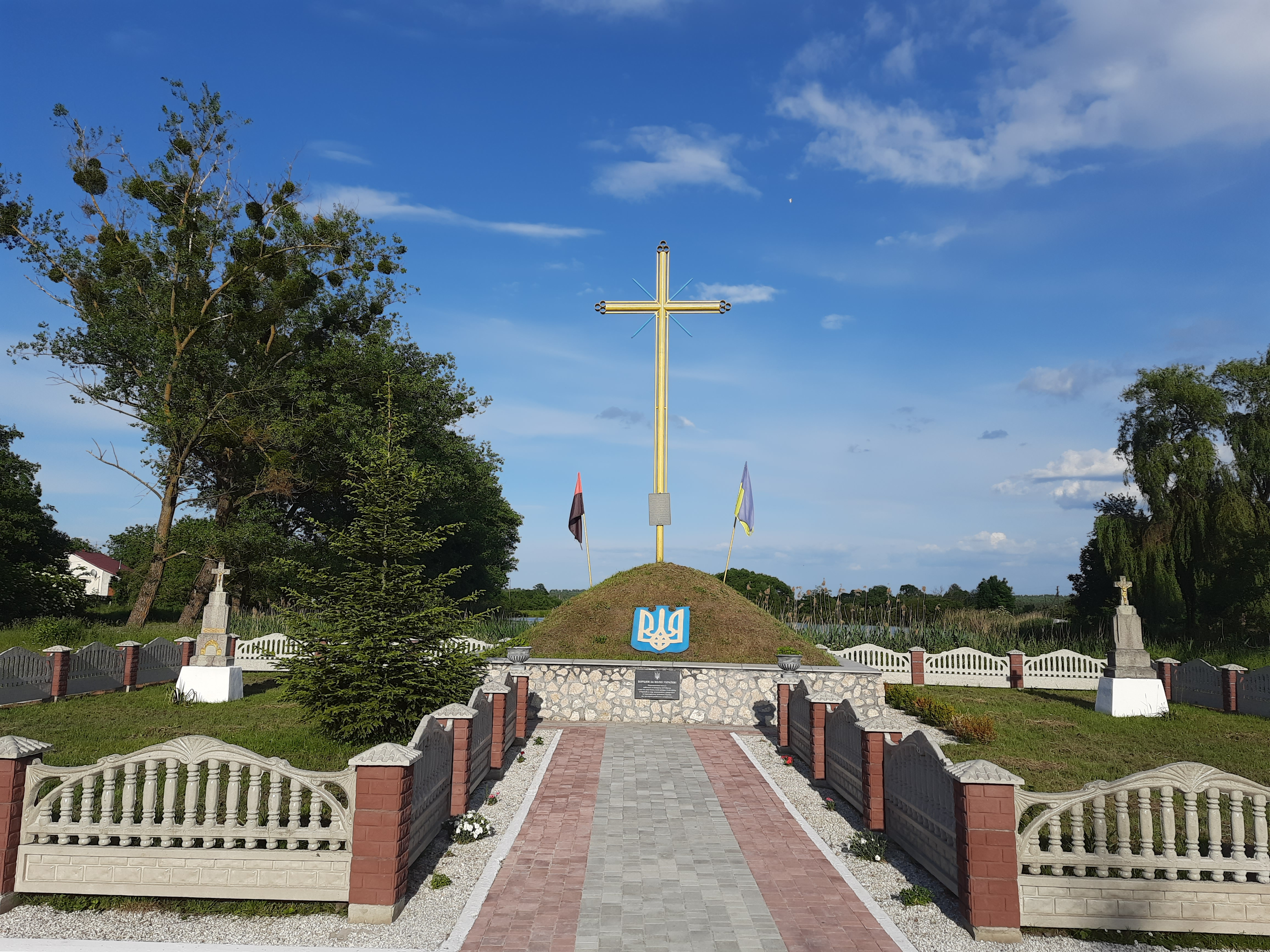
Символічна могила Борцям за волю України
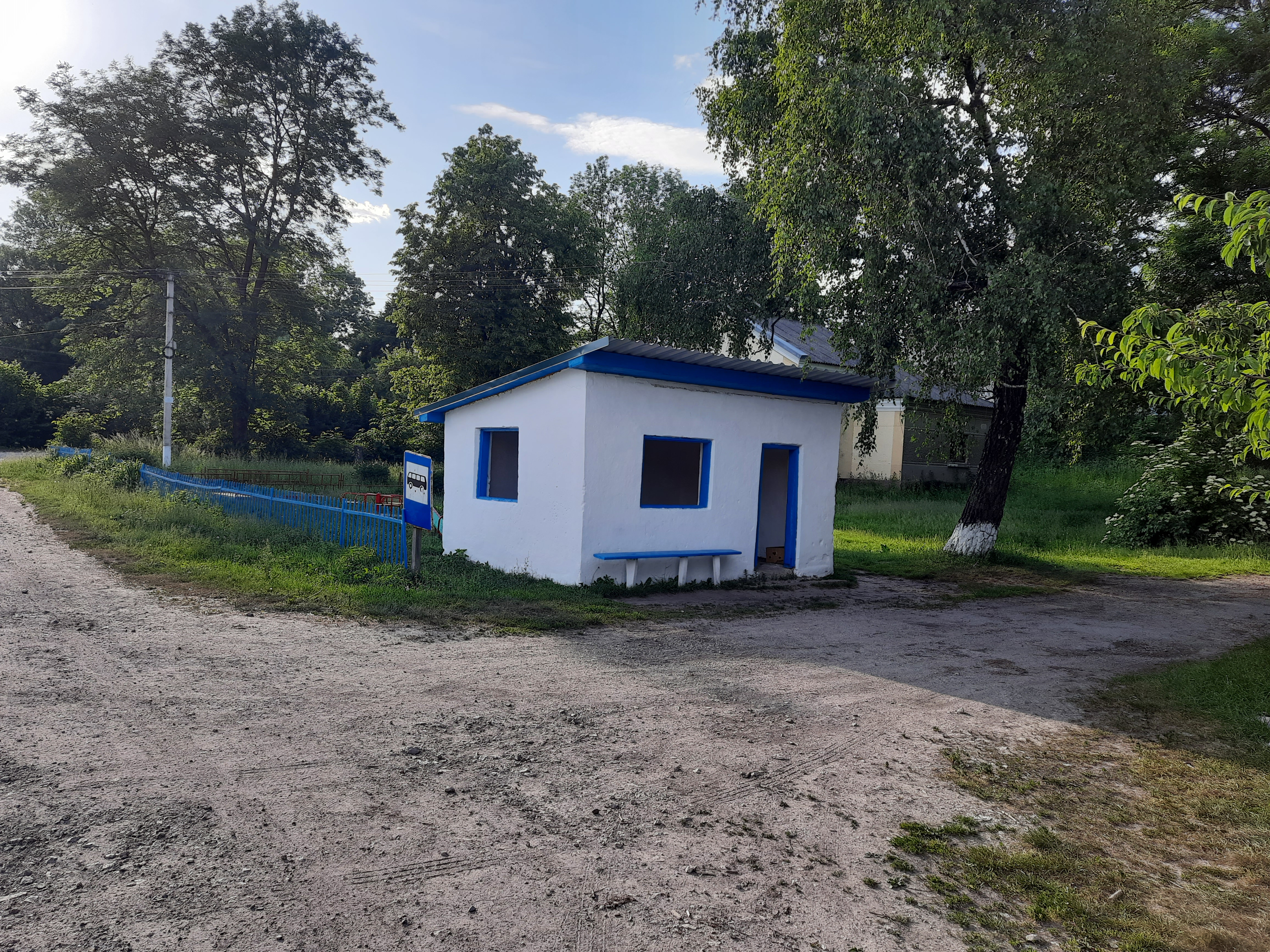
Автобусна зупинка
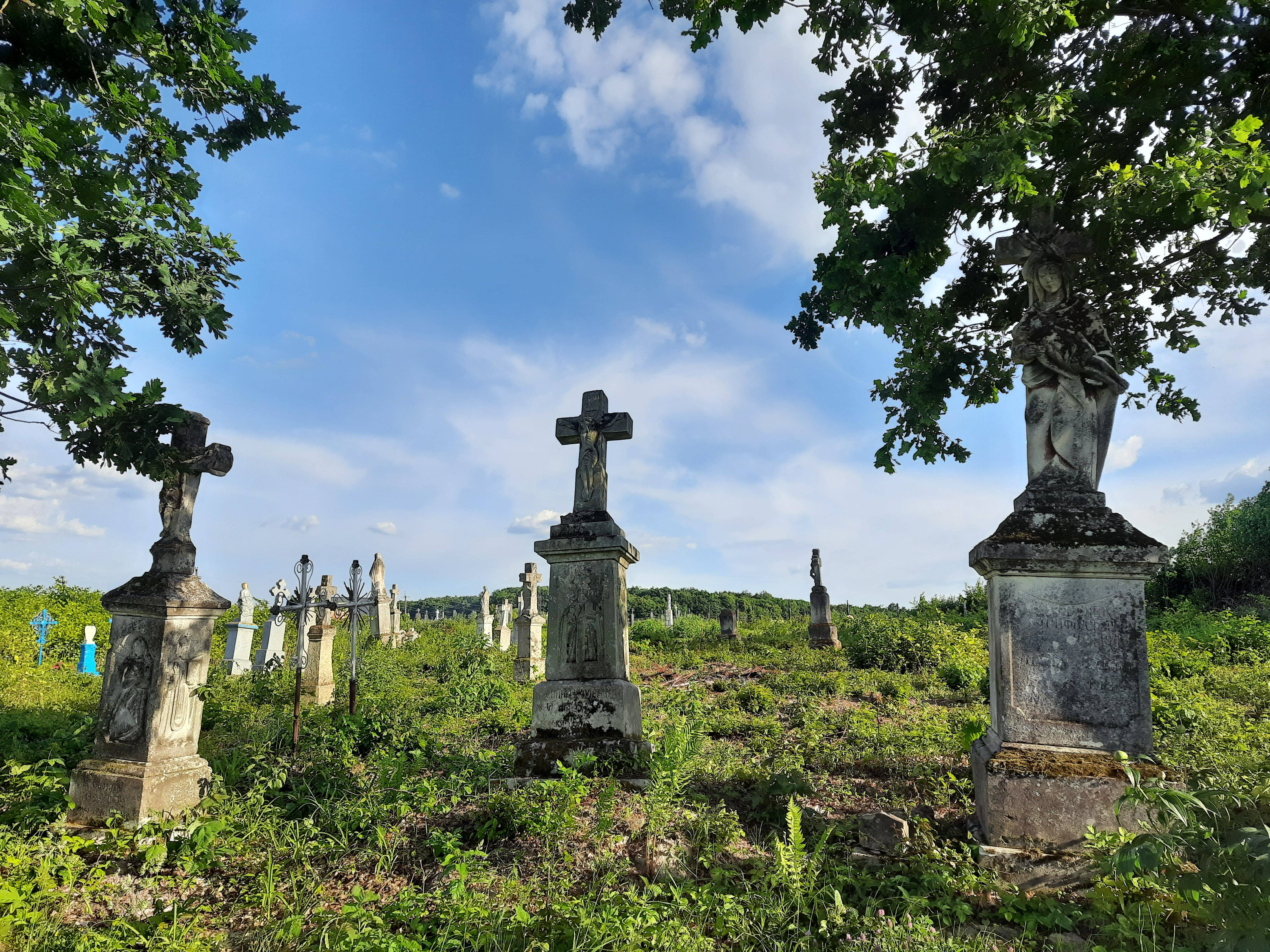
Старий цвинтар